# Eustachio Bambini
Eustachio Bambini (Pésaro, 1697 - Pésaro, 1770) fue un compositor y empresario italiano. Entre 1723 y 1729 fue maestro de capilla en Cortona, posteriormente en Pesaro y a partir de 1745 se trasladó a Milán. Más adelante fue director de una compañía musical ambulante que realizó representaciones operísticas con gran éxito en diferentes ciudades de Europa, entre ellas París, donde representaron en 1752 La serva padrona de Giovanni Battista Pergolesi. Una de sus obras más conocidas es la ópera La Pravità Castigata (1734), que versa sobre el mito de Don Juan, según libreto de Antonio Denzo.